# Passalus alticola
Passalus alticola là một loài bọ cánh cứng trong họ Passalidae. Loài này được Kirsch miêu tả khoa học năm 1885.